# Husseyn Chakroun
Husseyn Zakaria Chakroun (in arabo حُسَيْن زَكَرِيَّا شَكْرُون‎?; Hannover, 10 novembre 2004) è un calciatore tedesco naturalizzato libanese, attaccante dell'Hannover 96 e della nazionale libanese.

## Carriera

### Club
Cresciuto nell'HSC Hannover e nel JFV Calenberger, il 16 giugno 2023 è passato all'Hannover 96 che lo ha assegnato alla propria seconda squadra, militante in Regionalliga, la quarta divisione tedesca; qui con 8 reti in 34 presenze contribuisce a conquistare una promozione in terza divisione.
Il 19 aprile 2024 ha firmato il suo primo contratto professionistico ed il 22 febbraio 2025 ha fatto il suo debutto in prima squadra nell'incontro di 2. Bundesliga pareggiato 1-1 contro il Paderborn; parallelamente continua a giocare da titolare nella squadra riserve, in terza divisione.

### Nazionale
Il 6 novembre 2024 ha ricevuto la prima convocazione con la nazionale libanese, ed il 14 novembre ha debuttato nell'incontro amichevole pareggiato 0-0 contro la Thailandia.

## Statistiche

### Presenze e reti nei club
Statistiche aggiornate al 25 marzo 2025.
| Stagione        | Squadra         | Campionato      | Campionato | Campionato | Coppe nazionali | Coppe nazionali | Coppe nazionali | Coppe continentali | Coppe continentali | Coppe continentali | Altre coppe | Altre coppe | Altre coppe | Totale | Totale | Totale |
| Stagione        | Squadra         | Comp            | Pres       | Reti       | Comp            | Pres            | Reti            | Comp               | Pres               | Reti               | Comp        | Pres        | Reti        | Pres   | Reti   |        |
| --------------- | --------------- | --------------- | ---------- | ---------- | --------------- | --------------- | --------------- | ------------------ | ------------------ | ------------------ | ----------- | ----------- | ----------- | ------ | ------ | ------ |
| 2023-2024       | Hannover 96 II  | RL              | 34         | 8          | -               | -               | -               | -                  | -                  | -                  | -           | -           | -           | 34     | 8      |        |
| 2024-2025       | Hannover 96 II  | 3L              | 14         | 4          | -               | -               | -               | -                  | -                  | -                  | -           | -           | -           | 14     | 4      |        |
| 2024-2025       | Hannover 96     | 2L              | 1          | 0          | CG              | 0               | 0               | -                  | -                  | -                  | -           | -           | -           | 1      | 0      |        |
| Totale carriera | Totale carriera | Totale carriera | 49         | 12         |                 | 0               | 0               |                    | -                  | -                  |             | -           | -           | 49     | 12     |        |

### Cronologia presenze e reti in nazionale
| Cronologia completa delle presenze e delle reti in nazionale ― Libano | Cronologia completa delle presenze e delle reti in nazionale ― Libano | Cronologia completa delle presenze e delle reti in nazionale ― Libano | Cronologia completa delle presenze e delle reti in nazionale ― Libano | Cronologia completa delle presenze e delle reti in nazionale ― Libano | Cronologia completa delle presenze e delle reti in nazionale ― Libano | Cronologia completa delle presenze e delle reti in nazionale ― Libano | Cronologia completa delle presenze e delle reti in nazionale ― Libano |
| Data                                                                  | Città                                                                 | In casa                                                               | Risultato                                                             | Ospiti                                                                | Competizione                                                          | Reti                                                                  | Note                                                                  |
| --------------------------------------------------------------------- | --------------------------------------------------------------------- | --------------------------------------------------------------------- | --------------------------------------------------------------------- | --------------------------------------------------------------------- | --------------------------------------------------------------------- | --------------------------------------------------------------------- | --------------------------------------------------------------------- |
| 14-11-2024                                                            | Rangsit                                                               | Thailandia                                                            | 0 – 0                                                                 | Libano                                                                | Amichevole                                                            | -                                                                     | 72’                                                                   |
| 19-11-2024                                                            | Yangon                                                                | Birmania                                                              | 2 – 3                                                                 | Libano                                                                | Amichevole                                                            | -                                                                     | 82’                                                                   |
| 25-3-2025                                                             | Al Wakrah                                                             | Libano                                                                | 5 – 0                                                                 | Brunei                                                                | Qual. Coppa d'Asia 2027                                               | 1                                                                     | 58’                                                                   |
| Totale                                                                |                                                                       | Presenze                                                              | 3                                                                     |                                                                       | Reti                                                                  | 1                                                                     |                                                                       |